# ティーンズ・ロマンス
『ティーンズ・ロマンス』は、1984年9月5日に発売された荻野目洋子のファーストアルバム。発売元はビクター音楽産業。（CD：VDR-44）

## 概要
- アルバムオリジナル曲の他、デビューシングル「未来航海-Sailing-」、セカンドシングル「さよならから始まる物語」とそのB面曲も収録されている。アルバムタイトルと同名の曲も歌われている。
- 「サファイア色のプレリュード」はフランス人の歌手Marjorie Noelの「そよ風に乗って」（原題：Dans le meme wagon）のカバー。
- 2010年3月24日には再発盤アルバム（デビュー25周年 リイシュー企画）『ティーンズ・ロマンス +2』が発売され、ボーナストラックとして「未来航海-Sailing- ―New Version―」「さよならから始まる物語 ―New Version―」も収録されている。

## 収録曲

### オリジナル盤
- SIDE A

1. 未来航海-Sailing-
作詞：神田ヒロミ／作曲：島津行良／編曲：萩田光雄
※デビューシングルA面曲。
2. サファイア色のプレリュード
作詞：神田ヒロミ／作曲：Eddy Marnay / Guy Magenta／編曲：萩田光雄
3. 夏の微笑
作詞：三浦徳子／作曲：田中弥生／編曲：松下誠
※「さよならから始まる物語」のB面曲。
4. 十月物語
作詞：神田ヒロミ／作曲：島津行良／編曲：大谷和夫
5. 悲しみプレゼント
作詞：三浦徳子／作曲：古本鉄也／編曲：萩田光雄

- SIDE B

1. さよならから始まる物語
作詞：康珍化／作曲：古本鉄也／編曲：萩田光雄
※セカンドシングルA面曲。
2. 星空夜曲（プラネット・ノクターン）
作詞：神田ヒロミ／作曲：田中弥生／編曲：松下誠
3. 流星少女
作詞：阿木燿子／作曲：小田裕一郎／編曲：萩田光雄
※「未来航海-Sailing-」のB面曲。
4. 虹色シンドローム
作詞：阿木燿子／作曲：小田裕一郎／編曲：萩田光雄
5. ティーンズ・ロマンス
作詞：神田ヒロミ／作曲：水沢朱里／編曲：大谷和夫

### ティーンズ・ロマンス+2
- 2010年3月24日発売。前述の通り、ボーナストラックとして新たに2曲収録された。

1. 未来航海-Sailing-
2. サファイア色のプレリュード
3. 夏の微笑
4. 十月物語
5. 悲しみプレゼント
6. さよならから始まる物語
7. 星空夜曲
8. 流星少女
9. 虹色シンドローム
10. ティーンズ・ロマンス
11. 未来航海-Sailing- ―New Version―
作詞：神田ヒロミ／作曲：島津行良／編曲：米光亮
12. さよならから始まる物語 ―New Version―
作詞：康珍化／作曲：古本鉄也／編曲：米光亮